# 游朝惟
游朝惟（1993年4月16日—） ，為台灣職業棒球選手，目前效力於中華職棒樂天桃猿隊，守備位置為投手。於2015年季中選秀落選由Lamigo桃猿以自主培訓選手加入。2021年拿下中華職棒最佳進步獎。綽號和前隊友林樺慶一樣都叫妹妹。

## 經歷
- 嘉義縣大埔國小少棒隊
- 嘉義縣東石國中青少棒隊
- 高雄市高苑工商青棒隊
- 國立臺灣體育運動大學（富邦公牛）棒球隊
- 爆米花夏季聯盟二階段借將－台灣電力棒球隊（2014年7月9日－8月）
- 國訓中心棒球隊（2015年10月－2016年9月1日）
- 中華職棒Lamigo桃猿隊自主培訓選手（2016年9月2日－11月30日）
- 中華職棒Lamigo桃猿（2016年11月30日－2019年12月16日）
- 中華職棒樂天桃猿（2019年12月17日－2023年）

## 職棒生涯成績
| 年度 | 球隊       | 出賽 | 先發 | 勝投 | 敗投 | 中繼 | 救援 | 完投 | 完封 | 三振 | 四死 | 責失 | 投球局數 | 自責分率 | 被上壘率 |
| ---- | ---------- | ---- | ---- | ---- | ---- | ---- | ---- | ---- | ---- | ---- | ---- | ---- | -------- | -------- | -------- |
| 2019 | Lamigo桃猿 | 6    | 0    | 0    | 0    | 0    | 0    | 0    | 0    | 6    | 4    | 4    | 6.2      | 5.40     | 1.50     |
| 2020 | 樂天桃猿   | 9    | 0    | 0    | 0    | 0    | 0    | 0    | 0    | 12   | 6    | 17   | 12.1     | 12.24    | 2.43     |
| 2021 | 樂天桃猿   | 51   | 0    | 2    | 2    | 7    | 0    | 0    | 0    | 34   | 14   | 13   | 39.2     | 2.95     | 1.03     |
| 合計 | 3年        | 66   | 0    | 2    | 2    | 7    | 0    | 0    | 0    | 51   | 24   | 34   | 58.2     | 5.22     | 1.38     |

## 特殊事蹟
- 2019年5月18日於天母棒球場面對統一獅隊的比賽，七局下半記錯出局數，賽後就下二軍[1]，直到9月14日才獲得再升一軍的機會。